# La Mer étincelante
Pour plus de détails, voir Fiche technique et Distribution.
La Mer étincelante (光る海, Hikaru umi) est un film japonais réalisé par Kō Nakahira et sorti en 1963.

## Fiche technique
- Titre : La Mer étincelante[1]
- Titre original : 光る海 (Hikaru umi?)
- Réalisation : Kō Nakahira
- Scénario : Ichirō Ikeda, d'après un roman de Yōjirō Ishizaka
- Photographie : Yoshihiro Yamazaki
- Montage : Masanori Tsujii
- Direction artistique : Takashi Matsuyama
- Musique : Toshirō Mayuzumi
- Société de production : Nikkatsu
- Pays d'origine :  Japon
- Langue originale : japonais
- Format : couleur - 2,35:1 - 35 mm - Son mono
- Genres : comédie dramatique - film d'amour
- Durée : 125 minutes[2] (métrage : 11 bobines - 3450 m[2])
- Date de sortie :
  - Japon : 25 décembre 1963[2]

## Distribution
- Sayuri Yoshinaga : Mieko Ishida
- Mitsuo Hamada : Takao Nozaka
- Mieko Takamine : Yukiko Ishida
- Masayuki Mori : Seijiro Yazaki
- Kinuyo Tanaka : Nobuko Yazaki
- Yukiyo Toake : Kazuko Hayama
- Masako Izumi : Kumiko Hayama
- Hiroyuki Ōta : Jiro Nozaka
- Seiji Miyaguchi : Seiji Tajima
- Izumi Hara : Yasuko Tajima
- Ken Yamauchi : Tatsuo Mukai
- Kōji Wada : Ichiro Asanuma
- Kayo Matsuo : Eiko Asanuma
- Tomoko Naraoka : l'infirmière Hanada
- Chōchō Miyako : Toriko Shimada
- Chōko Iida : la domestique des Ichida
- Jun Hamamura : le professeur Watabe